# La Revue blanche
La Revue blanche (1889-1903) va ser una revista bimensual d'art i literatura d'inspiració anarquista. Va parèixer primer a Lieja i des de l'octubre 1891 a París, editat pels tres germans (Alexandre, Tadeusz i Louis-Alfred Natanson, fills d'un banquer polonès establert a París. Es va crear com a competidor i opositor al Mercure de France. Félix Fénéon, Lucien Muhlfeld El 1894, Léon Blum va succedir Muhlfeld com redactor en cap, acte corratjós, al paroxisme de la crisi de l'anarquisme. La iniciativa parisenca va inspirar el 1898 Joan Montseny i Teresa Mañé per crear un equivalent en castellà, La Revista Blanca.

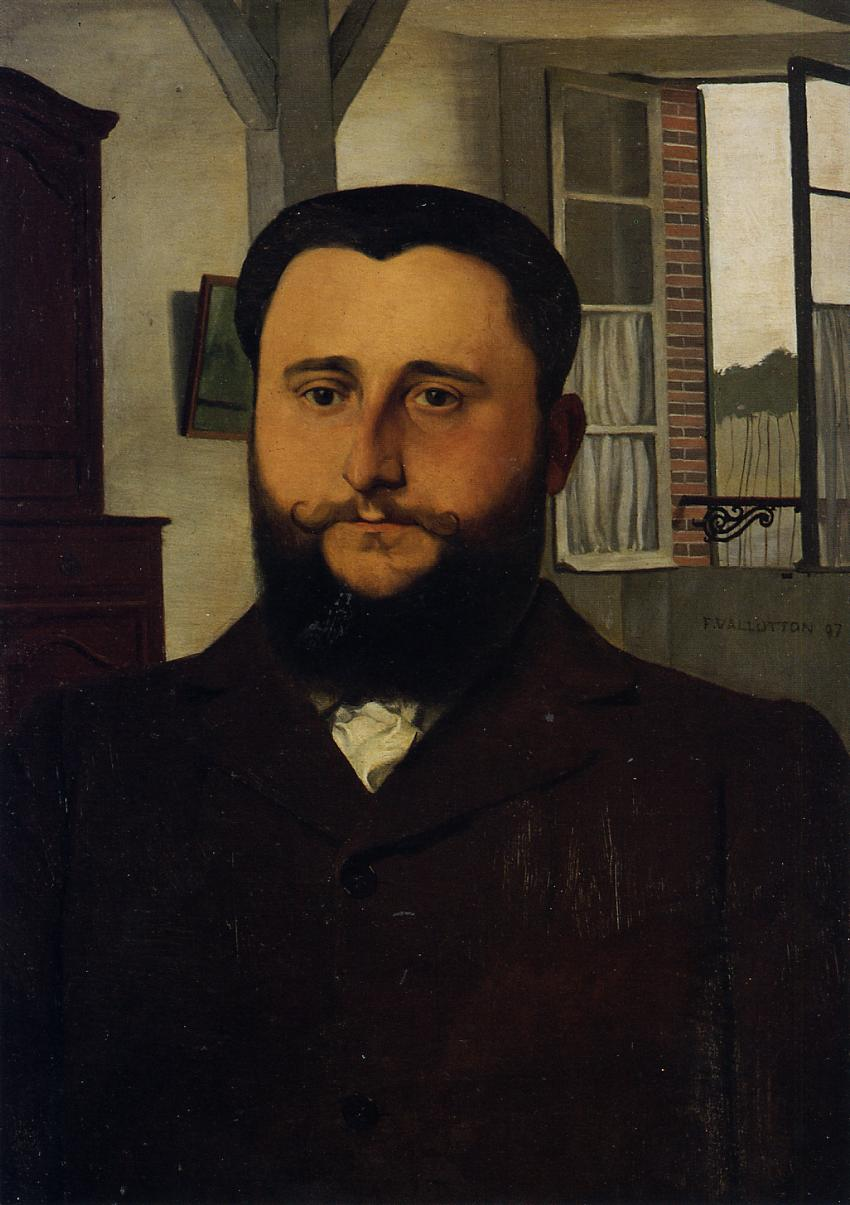
L'editor Tadeusz Natanson,

Els editors refusaven adherir a un escola o moviment artístic. Dona la benvinguda a tothom que tingui talent. Per això van triar el nom blanche, el color blanc que és una mescla de tots els colors. Des de 1893, després de la fusió amb la revista Le Banquet, cada capçalera era una obra gràfica d'un artista reconegut. Misia Sert, «la reina de París» aleshores esposa de Tadeusz Natanson, va tenir un paper important als inicis de la revista i va inspirar molts artistes i portades.

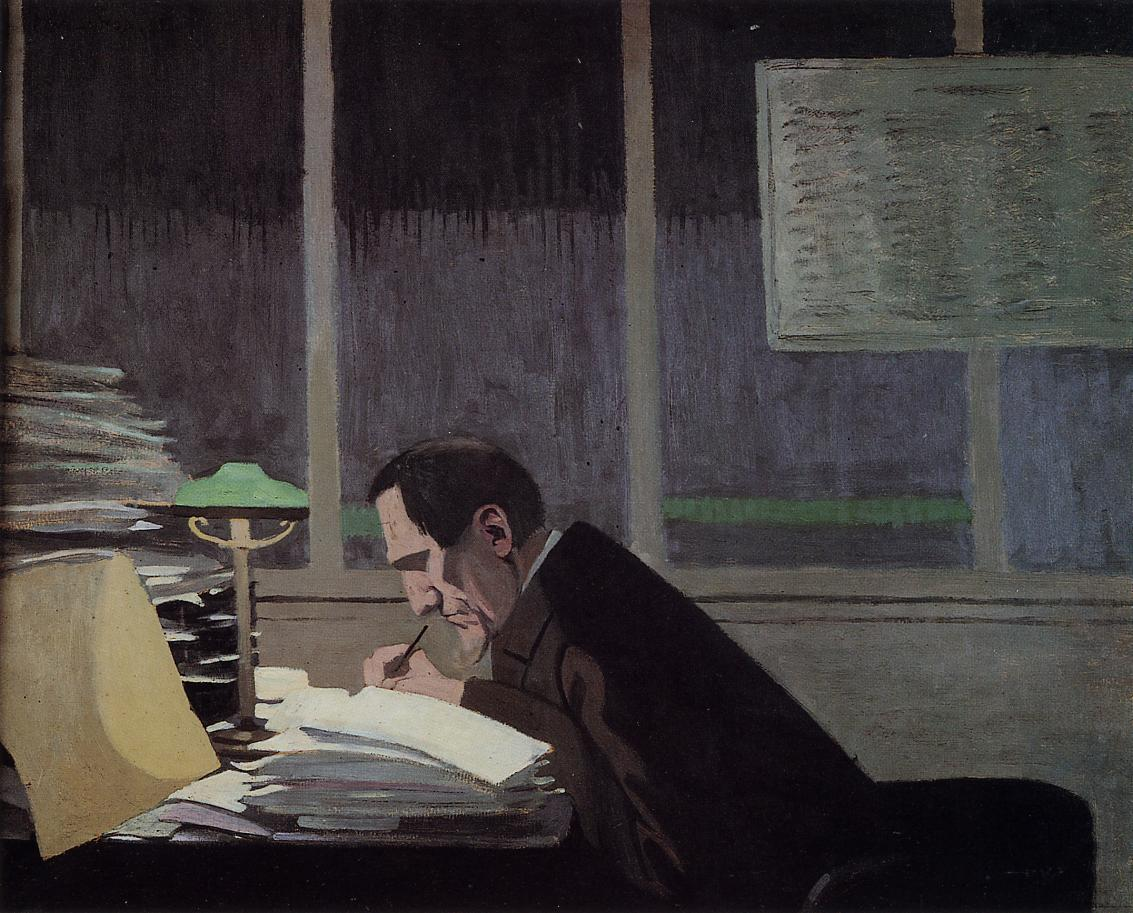
Félix Fénéon a la redacció La Revue blanche

Sobretot Félix Fénéon va implicar La Revue blanche en la defensa d'Alfred Dreyfus el 1898 durant el plet polític i antisemític. Després, es va endinsar en altres temes de l'època que va denunciar: el genocidi armeni, les tortures a Catalunya… i va publicar una primera investigació sobre la Comuna de París. La revista primer va prendre una orientació més política i socialista i després la crisi de Dreyfus va prendre una orientació pluralista, caracteritzada per un periodisme professional, llegit per la qualitat dels seus reportatges.
«La Revue blanche que no va durar gaire més que deu anys, va tenir un paper de frontissa essencial a França. La majoria dels escriptors, pintors, músics, polítics i intel·lectuals més importants del fin de siècle hi van col·laborar o la van freqüentar.» «Era una de les més llegides del món literari i artístic del París.»
L'estiu de 1902 Thadée Natanson es va emmalaltir. El maig de 1903 va parèixer el 237è i darrere número.
Col·laboradors destacats
- Zo d'Axa
- Victor Barrucand
- Tristan Bernard
- Léon Blum
- Romain Coolus
- Claude Debussy
- Félix Fénéon
- Édouard Grenier
- Charles Henry
- Alfred Jarry
- Gustave Kahn
- Octave Mirbeau
- Lucien Muhlfeld
- Charles Péguy
- Émile Pouget
- Marcel Proust
- Misia Sert
- Henri de Toulouse-Lautrec
- Pierre Veber
- Paul Verlaine